# Дремлюга, Михаил Захарович
Михаил Захарович Дремлюга — советский военнослужащий, участник Великой Отечественной войны, полный кавалер ордена Славы, командир орудия 124-го гвардейского артиллерийского полка (52-я гвардейская стрелковая дивизия, 3-я ударная армия, 1-й Белорусский фронт), гвардии сержант.

## Биография
Михаил Захарович Дремлюга родился в крестьянской семье в станице Марьянская Екатеринодарского отдела Кубанской области (в настоящее время Красноармейский район Краснодарского края). Получил начальное образование. Работал в колхозе.
В 1939 году Марьяновским военкоматом был призван в ряды Красной армии. С 22 июня 1941 года на фронтах Великой Отечественной войны.
Приказом по 124-му гвардейскому артиллерийскому полку от 22 декабря 1942 года младший сержант Дремлюга за мужество и героизм в боях против немецко-фашистских оккупантов был награждён медалями «За отвагу» и «За оборону Сталинграда».
16 июля 1944 года в боях по прорыву обороны противника в Псковской области в районе деревень Овечкино и Симушково гвардии младший сержант Дремлюга со своим расчётом уничтожил 5 огневых точек, одну пушку и 12 солдат противника. 20 июля 1944 года в бою возле деревни Зелехино в Ленинградской области рассеял и частично уничтожил до взвода солдат противника. 22 июля возле населённого пункта Скорд в Латвии прямой наводкой уничтожил 2 станковых пулемёта и до 15 солдат противника. Приказом по 52-му артиллерийскому полку от 7 сентября 1944 года он был награждён орденом Славы 3-й степени.
Приказом по 52-й гвардейской стрелковой дивизии от 26 сентября 1944 года гвардии младший сержант Дремлюга за мужество и героизм в боях против немецко-фашистских оккупантов был награждён второй медалью «За отвагу» за то, что в боях по прорыву укреплённой обороны противника по рекам Вяйне—Эма—Йыги уничтожил 3 станковых пулемёта, одно 105-мм орудие и подавил одну батарею миномётов 119-мм калибра.
В ходе форсирования реки Одер 26 марта 1945 года гвардии младший сержант Дремлюга, находясь под непрерывным огнём противника, метким огнём своего орудия поражал технику и живую силу противника. Им уничтожена 75-мм пушка противника, разрушен дзот, уничтожены 2 пулемёта с расчётами и до 15 солдат противника. При самом форсировании первым переправил своё орудие на левый берег реки. Приказом по 3-й ударной армии от 3 мая 1945 года он был награждён орденом Славы 2-й степени.
Командир орудия гвардии сержант Дремлюга в уличных боях в Берлине 26 апреля 1945 года прямой наводкой подбил штурмовое орудие противника, накрыл 3 огневые точки «фаустников». Когда ранило наводчика, заменил его и метким выстрелом уничтожил станковый пулемёт вместе с расчётом. Указом Президиума Верховного Совета СССР от 15 мая 1946 года он был награждён орденом Славы 1-й степению
Гвардии сержант Дремлюга был демобилизован в 1946 году. Вернулся на родину. Работал в колхозе.
Скончался Михаил Захарович Дремлюга 16 мая 1966 года.

## Память
- В станице Марьянской Красноармейского района (г. Краснодар) именем М. З. Дремлюга названа улица